# Cuba aux Jeux olympiques d'été de 1924
Cuba participe aux Jeux olympiques d'été de 1924 en Paris en France. Il s'agit de la troisième participation d'une équipe cubaine, vingt ans après leur dernière apparition aux Jeux de Saint-Louis. Cuba n'obtient aucune médaille.

## Escrime
L'équipe cubaine est composées d'épeïstes qui compte dans les rangs Ramón Fonst, trois fois médaillés d'or en 1900 et 1904.
En individuel, il est accompagné d'Eduardo Alonso, Ramíro Mañalich et Salvador Quesada. Seul Ramón Fonst passe le premier tour (7 victoires contre 2 défaites) puis sort premier de son quart de finale (7 victoires contre 2 défaites). En demi-finale, il n'est pas qualifié directement pour la finale avec 4 victoires contre 7 défaites et laisse sa dernière chance en barrage ne comptant que 3 victoires.
Pour l'épreuve par équipe, Osvaldo Miranda et Afonso López rejoignent leurs compatriotes. Qualifiés avec la Suisse pour la poule E, les Cubains sont éliminés en quart de finale aux dépens du Portugal et l'Espagne.

## Voile
Pedro Cisneros, Enrique Conill (capitaine) et Antonio Saavedra constituent l'équipage pour le 6 m JI Jauge internationale, le Hatuey (n° C.4).
Ils abandonnent en cours de la première course puis finiront dernier de la deuxième course ; ne prenant pas le départ de troisième course de qualification, ils sont classés dernier avec 26 points.